# 明光バス
明光バス株式会社（めいこうバス）は、和歌山県西牟婁郡白浜町に本社を置くバス事業者。南海電鉄グループに属するが、2024年9月30日までは近鉄グループに属する一方で南海電気鉄道も大株主となっていた。
2024年10月1日付で近鉄側が保有する全株式を南海電気鉄道が取得し、同社の子会社となった。これにより近鉄グループを離脱した。

## 概要
明光バスは和歌山県において、西牟婁郡白浜町全域、田辺市の一部といった、紀伊半島のほぼ中心部を一般路線の事業エリアとしており、田辺市内と白浜町内を中心に運行している。三段壁熊野古道スーパーエクスプレスが、新宮市の新宮駅まで運行している。かつての最北は印南町の印南浜（印南漁港）まであり、御坊南海バス(現・熊野御坊南海バス)との接続も行っていたが路線縮小により現在に至る。
21世紀に入って、阪和自動車道の南進など高速道路整備が急速に進んだことにより、白浜町・田辺市・みなべ町から阪和自動車道を経て大阪市・京都市・横浜市・東京都（新宿・池袋）・さいたま市に至る各種高速バスを運行している。
団体貸切輸送・及び地方自治体より委託されたコミュニティバス（くちくまのコミュニティバス）の運行を受託しており、2009年（平成21年）10月1日からは西日本JRバスが廃止した熊野線（紀伊田辺駅〜栗栖川間）の代替輸送も行っている。

## 沿革
- 1930年（昭和5年）6月24日： 和歌山市で創業。
- 1932年（昭和7年）:  瀬戸鉛山村（現・白浜町）に本社移転。
- 1951年（昭和26年）9月:  タクシー部門を明光タクシーとて分離独立。
- 1959年（昭和34年）:  近畿日本鉄道が資本参加。
- 2002年（平成14年）7月18日: 大阪 - 白浜線運行開始。
- 2007年（平成19年）
  - 7月20日： 神戸 - 白浜線運行開始。
  - 9月14日： 和歌山 - 白浜線運行開始。
- 2009年（平成21年）　
  - 9月30日： 神戸 - 白浜線廃止。
  - 10月1日： 西日本JRバス熊野線を引き継ぎ、栗栖川線（田辺駅前 - 栗栖川）の運行開始。
- 2011年（平成23年）2月19日： 京都 - 白浜線運行開始。
- 2012年（平成24年）5月1日：一部の路線を除き系統番号を導入。
- 2013年（平成25年）3月29日：白浜 - 横浜・東京・大宮線運行開始。
- 2014年（平成26年）4月1日：筆頭株主が近鉄から簡易吸収分割により同社子会社の近鉄バスホールディングスに移行。
- 2014年（平成26年）10月1日：大規模なダイヤ改正を実施。すさみ町内から撤退するなど路線を大幅縮小。
- 2016年（平成28年）3月26日：和歌山 - 白浜線廃止。
- 2022年（令和4年）2月1日：京都 - 白浜線廃止。
- 2024年（令和6年）10月1日：南海電気鉄道が近鉄側の株式を取得し子会社化[4]。
- 2025年（令和7年）3月4日： 高速バスと快速熊野古道号を除く全路線にICOCAを導入[6]。

## 営業所
- 白浜営業所 （西牟婁郡白浜町堅田）
- 大阪営業所 （近鉄バス鳥飼営業所内）

## きっぷうりば・案内所・主なターミナル
- 田辺駅前案内所
- 白浜駅前案内所
- 白浜バスセンター
- 湯崎案内所

## 運行路線

### 一般路線

#### 現行路線

##### 白浜駅発着路線
- 白浜町内線
白浜駅 - 古賀浦 - 大浦 - 白浜桟橋 - 白浜バスセンター - 白良浜 - 新湯崎 - 三段壁
- 町内循環線（左回り／右回り）
白浜駅 - とれとれ市場前 - 古賀浦 - 大浦 - 白浜桟橋 - 臨海（円月島） - 白浜バスセンター - 白良浜 - 新湯崎 - 三段壁 - 白浜空港 - アドベンチャーワールド - とれとれ市場前 - 白浜駅
- アドベンチャーワールド線
白浜駅 - アドベンチャーワールド（一部は直行便）
- 椿線
椿温泉 - 富田駅 - 白浜駅 - 大浦 - 白浜桟橋 - 臨海（円月島） - 白浜バスセンター - 白良浜 - 新湯崎 - 三段壁
- 日置線
白浜駅 - 富田駅 - 椿温泉 - 奥志原 - 日置大橋  - 日置駅前
（2014年9月30日をもって田辺駅-白浜駅が区間廃止された。）

##### 田辺白浜線
※地域間幹線系統として、国・和歌山県の補助を受ける。
- 医療センター・白浜駅経由
田辺駅 - つぶり坂 - 田辺市役所前[注釈 1] - 新庄駅 - 医療センター前 - 白浜駅 - とれとれ市場前 - 古賀浦 - 大浦 - 白浜桟橋 - 白浜バスセンター - 白良浜 - 新湯崎 - 三段壁
- 文里・朝来・富田駅・白浜駅経由
田辺駅 - 文里 - 新庄駅 - 朝来 - 上富田庁舎前 - 富田駅 - 白浜駅 - 古賀浦 - 大浦 - 白浜桟橋 - 白浜バスセンター - 白良浜 - 新湯崎 - 三段壁

##### 紀伊田辺駅発着路線
- 熊野線： 田辺駅 - つぶり坂 - 新庄駅 - 朝来 - 鮎川新橋 - 滝尻 - 栗栖川
（西日本JRバス熊野線 紀伊田辺 - 栗栖川間を引き継ぎ、2009年（平成21年）10月1日から運行を開始した路線。国・和歌山県の補助を受けて運行する）[7]

#### 廃止路線・区間
- 南部線
田辺駅 - 海蔵寺町 - 元町 - 明洋団地 - 芳養駅 - 南部駅 - 印南
田辺駅 - 海蔵寺町 - 元町 - 目良 - かんぽの宿 - 中浜 - 芳養駅 - 南部駅　- 印南
(南部駅 - 印南間は2007年2月20日廃止)
- 三川線
田辺駅 - つぶり坂 - 新庄駅 - 朝来 - 鮎川新橋 - 三川
- 稲成線
田辺駅 - 海蔵寺町 - 糸田 - 稲成
- 日置江住線
奥志原 - 日置大橋 - 江住
- 三川線
日置大橋 - 市鹿野 - 三川
- 紀南病院線
田辺駅 - オーシティ前 - 紀南病院前
- 日置線
田辺駅 - つぶり坂 - 医療センター - 朝来駅前- 市鹿野 - 久木 - 日置駅前
奥志原 - 日置大橋 - 日置駅前 - 久木 - 城
- 平草原線
三段壁 - 平草原
- 医療センター・細野口経由田辺白浜線
田辺駅 - つぶり坂 - 新庄駅 - 医療センター前 - 細野口 - とれとれ市場前 - 古賀浦 - 大浦 - 白浜桟橋 - 白浜バスセンター - 白良浜 - 新湯崎 - 三段壁
- 朝来・上富田庁舎・白浜駅経由田辺白浜線
田辺駅 - つぶり坂 - 新庄駅 - 朝来 - 上富田庁舎前 - 白浜駅 - 古賀浦 - 大浦 - 白浜桟橋 - 白浜バスセンター - 白良浜 - 新湯崎 - 三段壁
- 田辺市内線
田辺駅 - 東本町 - 神島高校前 (2015年3月14日廃止)
田辺駅 - 田辺市役所 - 文里車庫
- 長野線
田辺駅 - 海蔵寺町 - 秋津口 - 長野 (2015年3月14日廃止)
- 伏菟野線
田辺駅 - 海蔵寺町 - 秋津口 - 長野 - 伏菟野 (2015年3月14日廃止)
- 田辺・白浜空港線
田辺駅 - 白浜駅 - アドベンチャーワールド - 白浜空港

※長野線と伏菟野線は翌日から 龍神バスが代替運行している。

### コミュニティバス
- くちくまのコミュニティバス（上富田町）

### 高速路線

#### 現行路線

##### 大阪方面
- 白浜 - 大阪線

ユニバーサル・スタジオ・ジャパン - 大阪駅JR高速BT - なんばOCAT（湊町バスターミナル） - りんくうタウン駅 - 紀伊田辺駅 - 南紀白浜空港 - 白浜アドベンチャーワールド
この路線は、もともと大阪方面からの観光客の誘致目的で開設したものであるが、和歌山側から大阪方面への利用も好調で、徐々に便数を増やしている。
共同運行会社
- 西日本ジェイアールバス

- 受け持ち箇所：大阪高速管理所
- 西日本ジェイアールバスでは「白浜エクスプレス大阪号」としている。

- 明光バス

- 受け持ち箇所：白浜営業所
- 明光バスでは愛称はなく、正式路線名である「白浜 - 大阪線」で案内している。

運行本数
1日９往復（明光バス、西日本JRバス）
車両
トイレ付き4列シート車
停車停留所
アドベンチャーワールド - エクシブ白浜 - 南紀白浜空港 - 三段壁 - 千畳口 - 新湯崎 - 湯崎 - 白浜バスセンター - 白浜桟橋 - 古賀浦 - とれとれ市場前 - 滝内 - 田辺市役所前 - 田辺駅前 - 紀南文化会館前 - 芳養駅前  - みなべ役場前 - 印南（SA） - りんくうタウン駅 - なんばOCAT（湊町バスターミナル） - 大阪駅JR高速バスターミナル - ユニバーサル・スタジオ・ジャパン
- 大阪市内、和歌山県内だけの乗車はできない。
- 途中、阪和自動車道の紀ノ川サービスエリアで休憩のため、約20分間停車する。

沿革
- 2002年（平成14年）7月18日 - 明光バスの単独運行（1日3往復）で運行開始。
- 2003年（平成15年） 7月1日 - 西日本JRバスとの共同運行開始。1日4往復に増便。
- 2004年（平成16年）7月16日 - 1日6往復に増便。
- 2006年（平成18年） 7月1日 - 1日8往復に増便。阪和自動車道「海南」バス停廃止。
- 2009年（平成21年）7月17日 - 1日10往復に増便。シティプラザホテル（オーシティ前）バス停を廃止し代替処置として「つぶり坂」と新たに「望洋台」バス停新設。
- 2010年（平成22年）12月12日 - 「千畳口」・「芳養駅」バス停新設。
- 2011年（平成23年）
  - 6月1日 - 大阪駅桜橋口バスターミナルが ノースゲートビルディング1階へ移設し名称を大阪駅JR高速バスターミナルに変更。
  - 11月18日 - 阪和自動車道印南SA内に「印南」バス停新設。

- 2014年（平成26年） 10月18日 - 一部の便をユニバーサル・スタジオ・ジャパン発着へと延伸。
- 2015年（平成27年） 4月20日 - 一部の便が平日に限り、りんくうタウン駅に停車するようになる。これにより関西国際空港へのアクセスが便利になる。大阪市内 - りんくうタウン駅のみの利用も可能になる。

その他
- 阪和自動車道（有田インターチェンジ〜南紀田辺インターチェンジ）が保守工事で夜間通行止や大渋滞が発生した場合は、国道42号線へ迂回運転を行う。
- 毎年7月30日と8月10日に「白浜花火大会」が開催される時は、交通規制が行われる関係で、白浜バスセンター - アドベンチャーワールド（又は エクシブ白浜）のバス停は休止する。
- 毎年8月8日に行われる「ヤーヤー祭り」と10月第一土・日曜日に「弁慶祭り」が開催される時は、交通規制が行われる関係で田辺市役所（紀南文化会館前）のバス停は休止する。
- アドベンチャーワールド休園日は全便エクシブ白浜発着となる。
- 多客時は続行便（2台目）を運行する場合がある。

##### 横浜・東京・埼玉方面

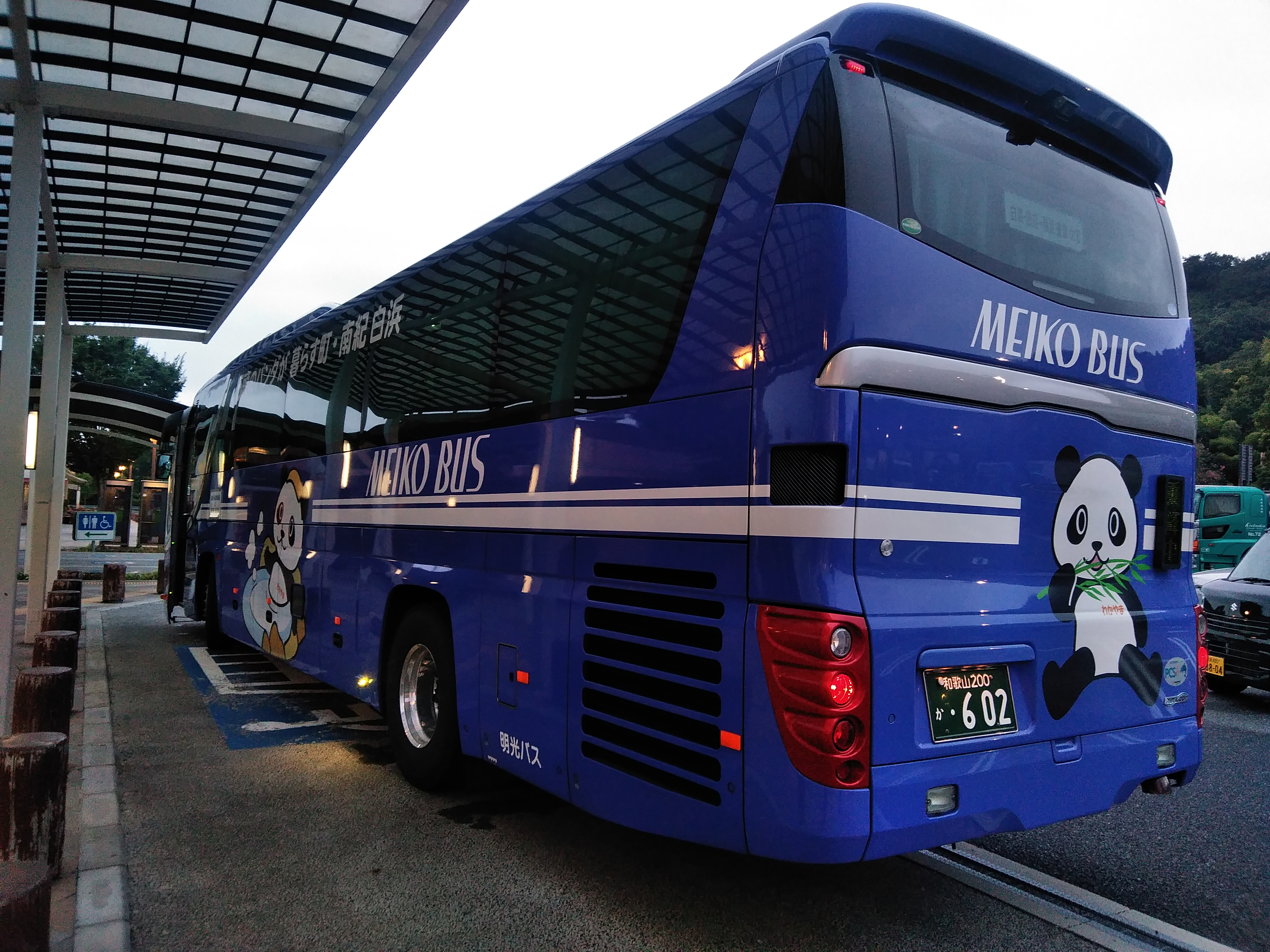
ＰＲシンボルキャラクターわかぱんが描かれたホワイトビーチシャトル

- 白浜 - 横浜・東京・大宮線「ホワイトビーチシャトル」

和歌山県の西牟婁郡白浜町と埼玉県さいたま市との間を結ぶ。
共同運行会社
西武観光バス(大宮営業所)、明光バス(白浜営業所)
運行本数
1日1往復 （西武観光バスと交互で担当）
車両
トイレ付き3列シート車
停車停留所
南紀白浜空港 - 新湯崎 - 白浜バスセンター - とれとれ市場前 - 滝内 - 田辺市役所前 -  田辺駅前 - 紀南文化会館前 - 芳養駅前 - みなべ町役場 - 印南 - 御坊インター前 - 藤並駅東 - 海南駅前 - 高速道和歌山 --- YCAT（横浜駅東口） - バスタ新宿　- 池袋駅東口 - 大宮駅西口 - 大宮営業所。
- 和歌山県内だけの乗車および首都圏内だけの乗車はできない。
- 途中足柄サービスエリアと紀ノ川サービスエリアで休憩する。
- 2019年4月1日より、新湯崎 - 南紀白浜空港の延伸を行なう。

沿革
- 2013年（平成25年）3月29日 - 運行開始。
- 2014年（平成26年）5月16日 - 高速道和歌山バス停開設。
- 2019年（平成31年）4月1日 - 新湯崎から南紀白浜空港を延伸。

#### 廃止路線
- 白浜 - 神戸線
  - 新神戸駅・三宮バスターミナル（兵庫県神戸市中央区）と田辺駅前・アドベンチャーワールド（和歌山県西牟婁郡白浜町）との間を結んでいた昼行高速バス。
  - 先行して運行を開始した白浜・大阪間の高速バスが好調であり、利用者側からの要望もあったことから、この路線が設定された[9] が、減便を経て、2009年（平成21年）9月30日の運行をもって廃止された。

共同運行会社
西日本JRバス
運行本数
1日2往復
車両
トイレ付き4列シート車
沿革
- 2007年（平成19年）7月20日 - 1日4往復で運行開始。
- 2009年（平成21年）7月17日 - 1日2往復に減便。「望洋台」及び「つぶり坂」バス停新設。
- 2009年（平成21年）9月30日 - 利用者の減少により廃止。

- 白浜 - 和歌山線

和歌山県の白浜町と和歌山市との間を結ぶ。
運行会社
明光バス単独運行
受け持ち箇所：白浜営業所
運行本数
1日5往復
車両
トイレ無し4列シート車（トイレ付車両で運行されることもある）
停車停留所
アドベンチャーワールド - エクシブ白浜 - 三段壁 - 新湯崎 - 湯崎 - 白浜バスセンター - 白浜桟橋 - 古賀浦 - とれとれ市場前  - つぶり坂（オーシティ下） - 田辺駅 - 田辺市役所（紀南文化会館前） - 芳養駅前 -   みなべ町役場 - 印南 --- 和歌山駅東口 - 日赤医療センター前 - 県庁正門前 -  南海和歌山市駅
- アドベンチャーワールド - 印南間の停留所相互間だけの利用、及び和歌山市内だけの利用はできない。
- 途中、阪和自動車道の吉備湯浅パーキングエリアで休憩のため、約10分間停車する。

沿革
- 2007年（平成19年）9月14日 - 運行開始。
- 2008年（平成20年）3月15日 - ダイヤ改正実施。1日4往復から5往復に増便。
- 2011年（平成23年） 11月1日 - ｢千畳口｣ ｢つぶり坂（シティプラザホテル下）｣ ｢芳養駅前｣ ｢印南｣バス停を新設し、｢西牟婁総合庁舎前｣ ｢シティプラザホテル前｣バス停を廃止。
- 2014年（平成26年） 10月18日 - 共同運行していた和歌山バスが撤退し、明光バス単独運行を開始。JR和歌山駅東口での関西空港方面と当路線の乗り継ぎ割引廃止。当路線乗車券の窓口販売廃止。往復割引廃止。
- 2016年（平成28年） 3月25日 - この日の運行を最後に路線廃止。。

その他
- 阪和自動車道（海南東IC〜南紀田辺IC）が保守工事で夜間通行止や大渋滞が発生した場合は、国道42号線へ迂回運転を行う。
- 毎年7月30日と8月10日に白浜花火大会が開催される時は、交通規制が行われる関係で、白浜バスセンター - アドベンチャーワールド（又は エクシブ白浜）のバス停は休止する。

- 白浜 - 京都線
  - 和歌山県の西牟婁郡白浜町と京都府京都市との間を結ぶ。

共同運行会社
明光バス(白浜営業所)単独運行。
運行本数
1日2往復 （明光バス2往復、2016年3月25日まで、明光バス1往復・近鉄バス1往復）
車両
トイレ付き3列シート車。但し、近鉄バスは多客期において当該車両を夜行路線の運用に充てる為、4列シートで運行されることがある。
停車停留所
アドベンチャーワールド - エクシブ白浜 - 望洋台 - 三段壁 - 千畳口 - 新湯崎 - 湯崎 - 白浜バスセンター - 白浜桟橋 - 古賀浦 - とれとれ市場前 - つぶり坂 - 田辺駅 - 田辺市役所（紀南文化会館前） - 芳養駅 - 南部（梅ヶ丘） - みなべ町役場 - 印南 --- 高速京田辺 - 京都駅八条口（新・都ホテル前）
- 和歌山県内だけの乗車、及び京都府内だけの乗車はできない。
- 途中、阪和自動車道の印南サービスエリアと岸和田サービスエリアで15分程の開放休憩がある。

沿革
- 2011年（平成23年）
  - 2月19日 - 運行開始。
  - 7月1日 - 高速京田辺バス停新設。ポイントカード新規導入。
  - 11月1日 - 「印南」停留所新設。

- 2016年（平成28年） 3月19日 - 望洋台、南部（梅ヶ丘）のバス停を廃止。
- 2016年（平成28年） 3月26日 - この日から近鉄バスが撤退し、明光バスの単独運行となる。同時に時刻改正。

### 快速バス
- 熊野古道号
  - 白浜空港 - 三段壁 - 白浜バスセンター - とれとれ市場 - 田辺駅 - 本宮大社前 - 新宮駅
  - もともとは1999年（平成11年）に開催された熊野体験博の田辺会場と勝浦会場のアクセスバスとして、熊野交通と共同運行を開始したが、利用者の低迷により熊野交通の撤退と 勝浦温泉 - 新宮駅間を廃止。2014年（平成26年）4月1日にダイヤ改正にて運行経路を白浜駅経由から紀伊田辺駅経由に変更と「快速バス」に種別変更された。
  - トイレ無し4列シート車両で運行。（専用車が2台しかないため、定期検査等で一般路線の車両で運行することもある）

### その他契約輸送
- アドベンチャーワールドアルバイト従業員送迎
アドベンチャーワールドが繁忙期のみ採用するアルバイトの大半が高校生で、当地への主な通勤手段が他にないことから行われている。
- カラカミ観光送迎
ホテル川久・ホテル古賀の井・コガノイベイホテル・白浜シーサイドホテル(いずれもカラカミ観光グループの運営である)の宿泊客を、和歌山駅（東口）やなんばOCAT（湊町バスターミナル）まで送迎を行われている。
- 列車代行契約輸送
きのくに（紀勢）線が災害等で運休が発生した場合に限りJR西日本から要請があればバス代行輸送が行われる。

## 車両
2023年（令和5年）3月31日現在、路線バスとしては34台の車両を保有する。うちノンステップバスは13台、低床バス（ここではノンステップバス、ワンステップバス、スロープ付きバスを指す）は20台。
特殊用途車を除き、路線・高速・貸切車は全て日野自動車製を使用。自社購入車はレインボーが大多数であるが、大型車としてブルーリボンも導入している。かつては京阪バスや大阪市交通局の移籍車両が多く在籍していたが、近年は元系列会社の近鉄バスからブルーリボンシティやレインボーHRが移籍してくる傾向にあり、近鉄バス時代の塗装を変えず社名表記だけ変更して使用しているものもある（同様の車両は防長交通にも在籍）。一方で、明光バスから防長交通へ移籍した車両もあり、明光バス時代の塗装のまま稼働している。
- 過去の経緯から資本的には近鉄・南海の両系列に属しているが、近年ではバスの車体に「近鉄グループ　明光バス」又は「南紀白浜　明光バス」と書かれているために、他の和歌山県内のバス業者と比べると南海の色合いはやや薄いものだと見られる。

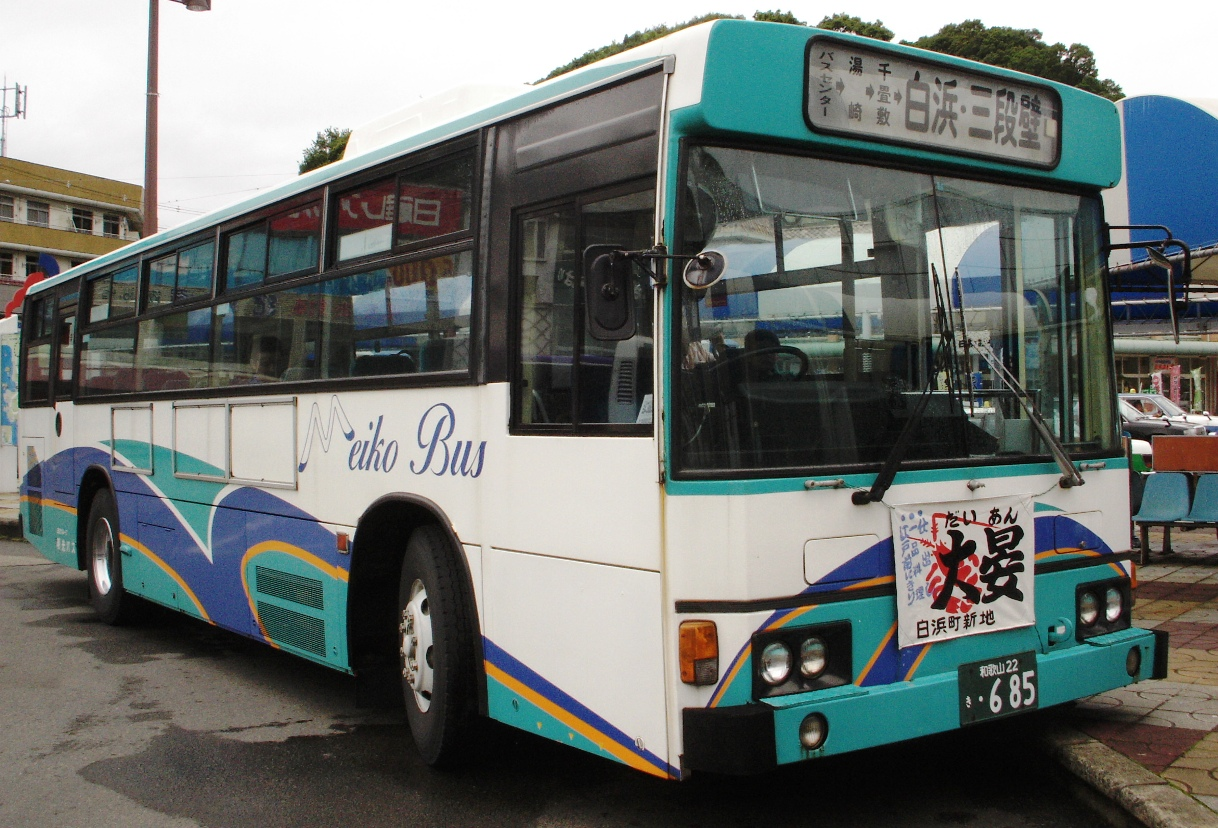
路線バス車両
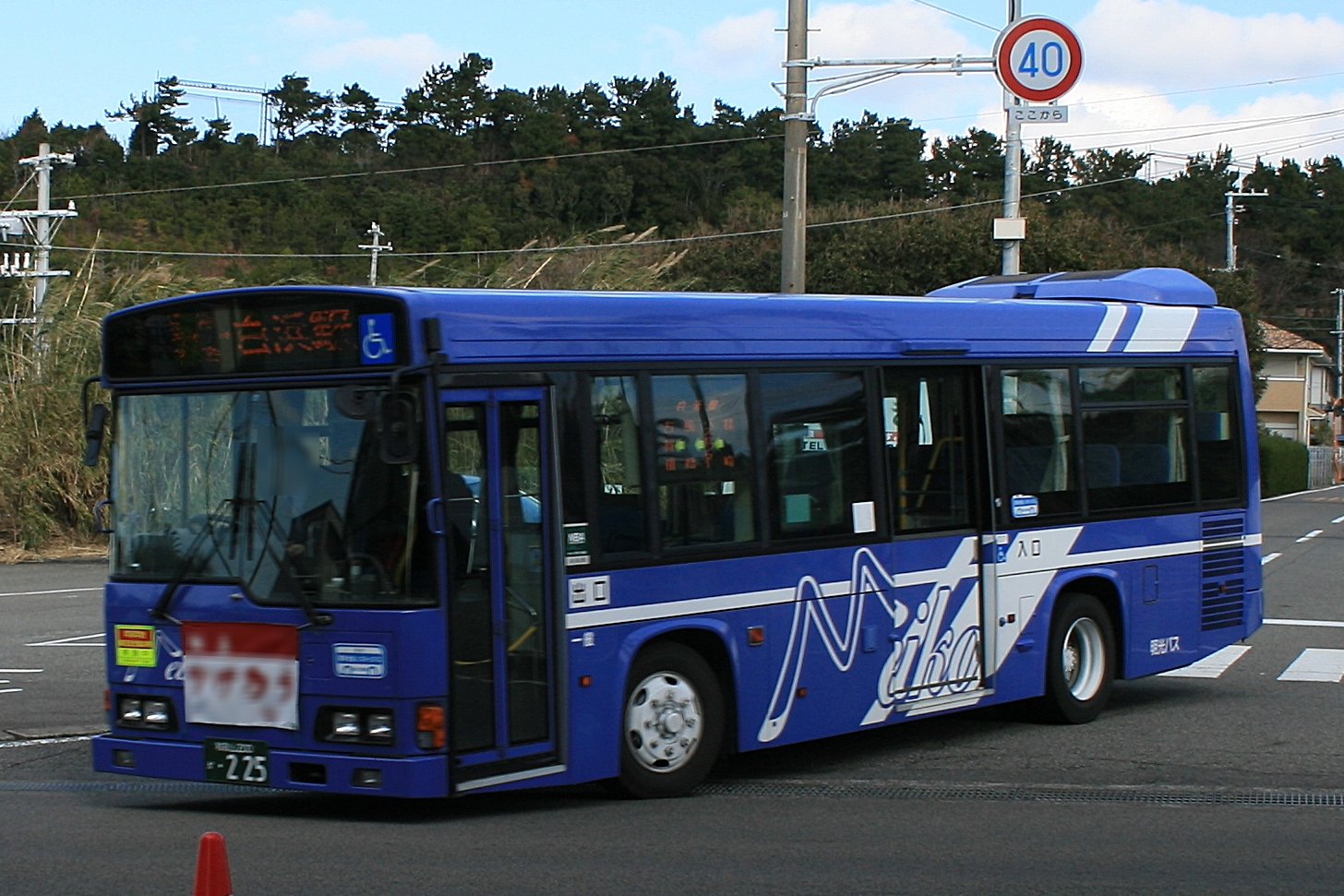
ノンステップバス
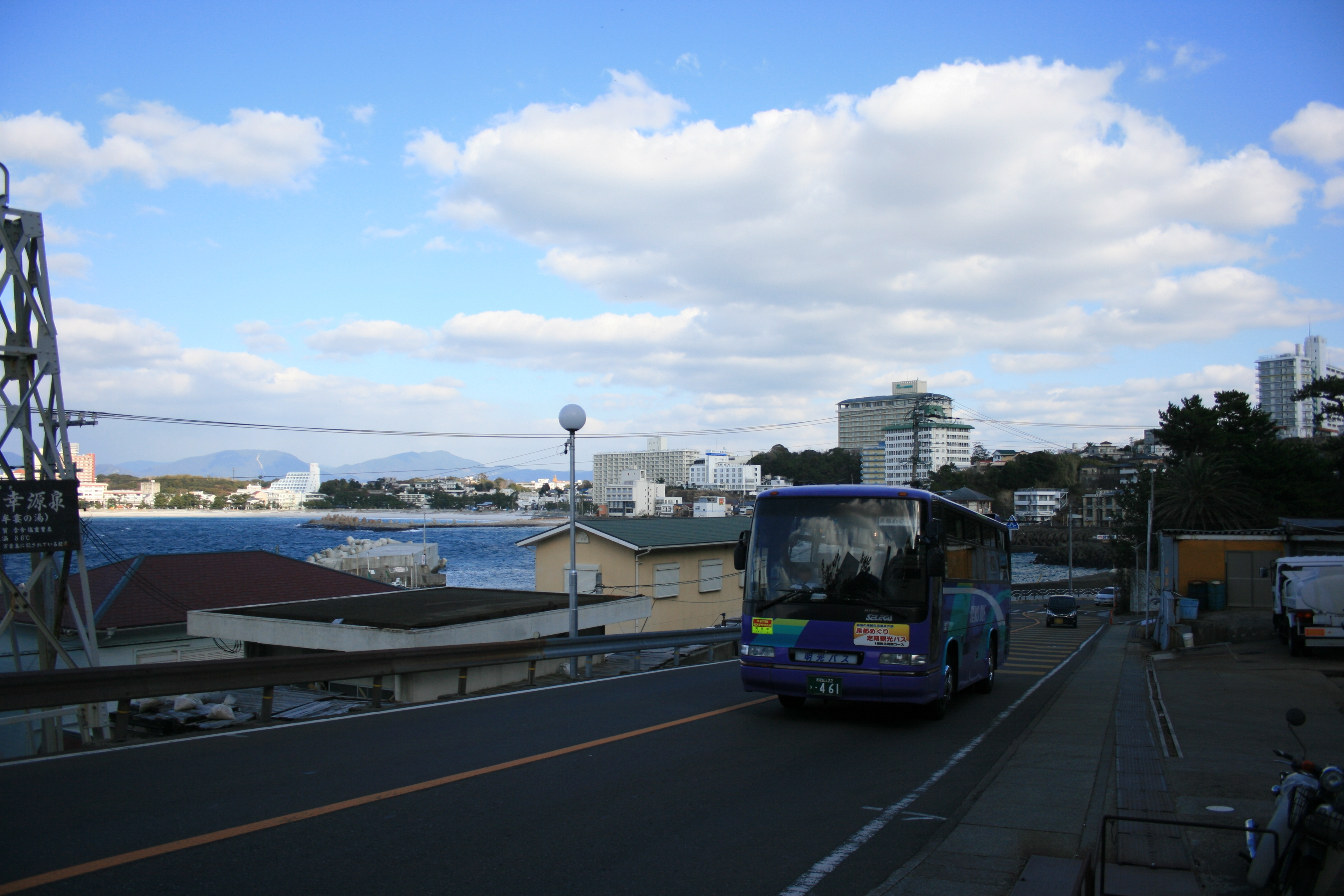
定期観光バス